# 影武者2
《影武者2》是2016年第一人稱射擊遊戲，由波蘭工作室Flying Wild Hog開發，Devolver Digital發行。遊戲為2013年作品《影武者》的續作。遊戲首發於Microsoft Windows平台，後推出PlayStation 4與Xbox One版。續作《影武者3》預定於2021年發行。